# Neottiura
Neottiura is een geslacht van spinnen uit de familie kogelspinnen (Theridiidae)

## Soorten
- Neottiura bimaculata (Linnaeus, 1767)
  - Neottiura bimaculata pellucida (Simon, 1873)
- Neottiura curvimana (Simon, 1914)
- Neottiura herbigrada (Simon, 1873)
- Neottiura margarita (Yoshida, 1985)
- Neottiura suaveolens (Simon, 1879)
- Neottiura uncinata (Lucas, 1846)